# Donje Novo Selo (Bujanovac)
Donje Novo Selo (Servisch cyrillisch Доње Ново Село) is een plaats in de Servische gemeente Bujanovac. De plaats telt 120 inwoners (2002).